# Nikita Filatov
Nikita Vasiljevitj Filatov , född 25 maj 1990 i Moskva, Sovjetunionen, är en f.d. rysk professionell ishockeyspelare som spelar för Torpedo Nizjnij Novgorod i KHL. Han har tidigare spelat för NHL-lagen Columbus Blue Jackets och Ottawa Senators.
Filatov valdes som 6:e spelare totalt av Columbus Blue Jackets i NHL-draften 2008.